# 安德里伊夫卡 (白采爾克瓦區)
49°54′26″N 29°57′38″E / 49.90722°N 29.96056°E
安德里伊夫卡（烏克蘭語：Андріївка）是位於烏克蘭北部的村莊，由基辅州白采爾克瓦區的富爾西市鎮負責管轄。該村面積0.35平方公里，海拔高度163米，2001年人口24，人口密度每平方公里68.6人。